# Lucyna Karpierz
Lucyna Karpierz, coniugata Mruk (Wałbrzych, 30 luglio 1963), è un'ex cestista polacca.

## Carriera
Con la Polonia ha disputato i Campionati europei del 1991.